# 손승범
손승범(2004년 5월 4일 ~ )는 대한민국의 축구 선수로, 포지션은 윙어이다. 현재 K리그1 FC 서울 소속이다.